# Auguste Ier de Brunswick-Lunebourg
Pour les articles homonymes, voir Auguste (homonymie) et Auguste Ier.
Auguste Ier né le 18 novembre 1568 et décédé le 1er octobre 1636 est duc de Brunswick-Lunebourg et prince de Lunebourg de 1633 à sa mort.
Troisième fils du duc Guillaume « le Jeune » et de Dorothée de Danemark, il devient administrateur du diocèse de Ratzebourg (de) en 1610. Lorsque son frère aîné Christian meurt sans enfant, il lui succède à la tête du Lunebourg et poursuit sa politique de neutralité dans le cadre de la guerre de Trente Ans. Il meurt sans enfant en 1636, et son frère cadet Frédéric lui succède.